# Селенат кадмия
Селенат кадмия — неорганическое соединение,
соль кадмия и селеновой кислоты с формулой CdSeO4,
бесцветные кристаллы,
растворяется в воде,
образует кристаллогидраты.

## Получение
- Растворение оксида кадмия в селеновой кислоте:

{\displaystyle {\mathsf {CdO+H_{2}SeO_{4}\ {\xrightarrow {}}\ CdSeO_{4}+H_{2}O}}}

## Физические свойства
Селенат кадмия образует бесцветные кристаллы
ромбической сингонии,
пространственная группа P mn21,
параметры ячейки a = 0,6580 нм, b = 0,49207 нм, c = 0,4938 нм, Z = 2.
Растворяется в воде.
Образует кристаллогидраты состава CdSeO4•n H2O, где n = 1 и 2.
Кристаллогидрат состава CdSeO4•H2O образует бесцветные кристаллы
моноклинной сингонии,
пространственная группа P 21/c,
параметры ячейки a = 0,7679 нм, b = 0,7723 нм, c = 0,8207 нм, β = 120,96°, Z = 4.